# Mistrzostwa Europy w Lekkoatletyce 1966 – sztafeta 4 × 100 m kobiet
Sztafeta 4 × 100 metrów kobiet była jedną z konkurencji rozgrywanych podczas VIII Mistrzostw Europy w Budapeszcie. Biegi eliminacyjne zostały rozegrane 3 września, a bieg finałowy 4 września 1966 roku. Zwycięzcą tej konkurencji została sztafeta Polski w składzie: Elżbieta Bednarek, Danuta Straszyńska, Irena Kirszenstein i Ewa Kłobukowska. W rywalizacji wzięło udział czterdzieści  zawodniczek z dziesięciu reprezentacji.

## Rekordy
| Rekord świata     | Stany Zjednoczone · (Willye White, Wyomia Tyus, Marilyn White, Edith McGuire) | 43,9 | Tokio, Japonia      | 21.10.1964 |
| Rekord Europy     | Wielka Brytania · (Janet Simpson, Mary Rand, Daphne Arden, Dorothy Hyman)     | 44,0 | Tokio, Japonia      | 21.10.1964 |
| Rekord mistrzostw | Polska · (Teresa Ciepły, Maria Piątkowska, Barbara Sobotta, Elżbieta Szyroka) | 44,5 | Belgrad, Jugosławia | 16.09.1962 |

## Wyniki

### Eliminacje
Bieg 1
| Miejsce | Reprezentacja   | Zawodniczki                                                                | Czas | Uwagi |
| ------- | --------------- | -------------------------------------------------------------------------- | ---- | ----- |
| 1       | Polska          | Elżbieta Bednarek, Danuta Straszyńska, Irena Kirszenstein, Ewa Kłobukowska | 44,7 | Q     |
| 2       | NRD             | Christina Heinich, Renate Heldt, Ingrid Tiedtke, Ursula Böhm               | 45,3 | Q     |
| 3       | Węgry           | Margit Nemesházi, Erzsébet Bartos, Annamária Tóth, Ida Such                | 45,3 | Q     |
| 4       | Wielka Brytania | Maureen Tranter, Janet Simpson, Daphne Slater, Jill Hall                   | 45,6 | Q     |
| 5       | Norwegia        | Maj Lena Andersen, Tove Bakkejord, Berit Berthelsen, Kirsten Rothe         | 45,9 | NR    |

Bieg 2
| Miejsce | Reprezentacja  | Zawodniczki                                                          | Czas | Uwagi |
| ------- | -------------- | -------------------------------------------------------------------- | ---- | ----- |
| 1       | RFN            | Hannelore Trabert, Jutta Stöck, Renate Meyer, Karin Frisch           | 44,9 | Q     |
| 2       | ZSRR           | Renāte Lāce, Wałentyna Bolszowa, Ludmiła Samotiosowa, Wira Popkowa   | 45,0 | Q     |
| 3       | Francja        | Danièle Guéneau, Sylviane Telliez, Gabrielle Meyer, Nicole Montandon | 45,8 | Q     |
| 4       | Holandia       | Truus Hennipman, Martha Klaasen, Wilma van den Berg, Lidy Vonk       | 45,9 | Q     |
| 5       | Czechosłowacja | Eva Lehocká, Eva Kucmanová, Vlasta Přikrylová, Alena Hiltscherová    | 46,0 |       |

### Finał
| Miejsce | Reprezentacja   | Zawodniczki                                                                | Czas  | Uwagi |
| ------- | --------------- | -------------------------------------------------------------------------- | ----- | ----- |
| 1       | Polska          | Elżbieta Bednarek, Danuta Straszyńska, Irena Kirszenstein, Ewa Kłobukowska | 44,49 | CR    |
| 2       | RFN             | Renate Meyer, Hannelore Trabert, Karin Frisch, Jutta Stöck                 | 44,60 |       |
| 3       | ZSRR            | Wira Popkowa, Wałentyna Bolszowa, Ludmiła Samotiosowa, Renāte Lāce         | 44,70 |       |
| 4       | Węgry           | Margit Nemesházi, Erzsébet Bartos, Annamária Tóth, Ida Such                | 45,1  |       |
| 5       | NRD             | Renate Heldt, Ingrid Tiedtke, Ursula Böhm, Christina Heinich               | 45,3  |       |
| 6       | Wielka Brytania | Maureen Tranter, Janet Simpson, Daphne Slater, Jill Hall                   | 45,4  |       |
| 7       | Holandia        | Truus Hennipman, Martha Klaasen, Wilma van den Berg, Lidy Vonk             | 45,6  |       |
| 8       | Francja         | Danièle Guéneau, Sylviane Telliez, Gabrielle Meyer, Nicole Montandon       | 45,7  | NR    |